# 方塊世界
《方块世界》（Cube World）是一款由Picroma製作的3D動作角色扮演遊戲，對應Microsoft Windows和Mac OS平台。此遊戲由Wolfram von Funck在2011年開發，後來他的妻子Sarah von Funck加入一同開發，最初版本於2013年7月釋出，並於2019年9月30日正式發售。

## 開發
靈感來自於類似的熱門遊戲，如《薩爾達傳說》、《聖劍傳說》、《暗黑破壞神》及《我的世界》，並結合了隨機地圖、探險、戰鬥和客製化。

## 外部連結
- 官方网站